# Chicas de la página tres
Las chicas de la página tres, cuyo nombre es una adaptación del original inglés Page Three, fue un formato que surgió en el tabloide británico The Sun. Consiste en una fotografía en topless o semidesnuda de una modelo femenina, que se publicaba en la tercera página del diario. 
Las chicas que aparecían de forma regular en la publicación pasaron a recibir el denominativo popular de «Page Three». Dicho sobrenombre se hizo después oficial cuando News International, propietarios de The Sun, registraron comercialmente esas denominaciones.  The Sun descontinuó el segmento de la Página tres en enero del año 2015.

## Historia
Cuando el diario The Sun fue relanzado a formato tabloide en 1969, Rupert Murdoch ideó una forma de aumentar la difusión publicando fotografías de modelos femeninas ligeras de ropa en la tercera página del periódico. La primera edición en tabloide se publicó el 17 de noviembre de 1969, y con ella la primera chica de la Página Tres, que fue Ulla Lindstrom. Las fotografías publicadas durante los primeros meses eran eróticas e incluso provocativas, pero no recurrieron en ningún caso a un desnudo parcial o completo.
Un año después The Sun celebró el primer aniversario de la publicación de su primera fotografía anunciando una imagen de la modelo Stephanie Rahn con su «traje de nacimiento». En la fotografía podía apreciarse a la modelo desnuda, sentada en un campo, y con uno de sus pechos completamente visible. Esa imagen fue la primera de otras similares que el periódico fue publicando, las cuales suscitaron controversia. El tabloide logró aumentar sus ventas hasta convertirlo en uno de los diarios más vendidos en Reino Unido a mediados de la década de 1970, por lo que dichas fotos continuaron realizándose. En un intento de competir contra ellos, sus rivales Daily Mirror y Daily Star comenzaron a publicar sus propias «chicas de la Página Tres» bajo diferentes nombres.
Aunque las imágenes suelen mostrar de forma generalizada a modelos en poses provocativas o glamurosas, en ocasiones suele mostrar a las modelos en un contexto deportivo, por ejemplo, con raquetas durante Wimbledon o balones de fútbol durante los Mundiales. Hasta los años 1990 las fotografías solían estar acompañadas de titulares o textos con doble sentido y sexualmente sugerentes. Cuando éstos fueron considerados como «sexistas» por algunos sectores, se sustituyeron por una simple referencia de la modelo con su edad y ciudad de residencia. Más tarde se decidió publicar imágenes de modelos con pechos naturales tales como Rosie Jones o Linsey Dawn McKenzie.
En 1999 The Sun lanzó un portal web dedicado a este espacio, que se llamó Page3.com. Desde 2002, el periódico lanzó un concurso anual llamado «Page 3 Idol», en el que cualquier británica mayor de edad podía enviar imágenes. La ganadora podría obtener como premio un contrato de modelo para el tabloide.

## Controversia
Page Three ha sido bastante polémico, sufriendo críticas especialmente por parte de grupos conservadores y asociaciones de mujeres. Varias feministas lo han calificado de sexista, denigrante y como una explotación, mientras que otros han alegado que la sección es pornográfica e inapropiada para ser publicada en un diario nacional. En 1986 la parlamentaria laborista Clare Short lideró una campaña para conseguir la prohibición de este tipo de secciones en todos los periódicos británicos, pero no se llevó a cabo. En la década de 2000 retomó su iniciativa. The Sun llegó a retocar en 2004 una imagen de una modelo con la cara de Short, a la que calificaron de «gorda, celosa».
Mientras que los editores de The Sun han defendido de forma estentórea la sección, el diario llegó a considerar la eliminación de la misma en varias ocasiones. Rebekah Wade, editora del diario, llegó a afirmar que la publicación de dichas imágenes podía dañar las ventas del tabloide entre las lectoras femeninas. Sin embargo, llegó a mantenerlas en el 2003 y escribió un editorial en el que calificó a las modelos como «inteligentes y trabajadoras». Además, propició otras medidas como la no publicación de modelos con pechos operados.
Varios tabloides británicos, entre ellos The Sun, también fueron criticados por publicar en ocasiones imágenes de chicas con 16 años de edad como modelos de topless. Entre ellas destacan, en la publicación de Murdoch, Samantha Fox y Maria Whittaker, entre otras. La Ley de Delitos Sexuales de 2003 extendió las prohibiciones a cualquier menor de 18 años. En 2003 el periodista Julian Jones realizó un documental sobre las chicas de la Página Tres, llamado La maldición de la Página 3. En él se trataban los aspectos negativos de varias de las modelos, tales como consumo de drogas o delitos sexuales.

## Prensa internacional
El modelo ha sido copiado en varios países, con presencia en los tabloides escandinavos y algunas revistas en otras partes de Europa.
En España lo más similar se encuentra en el diario As, que publica en su contraportada la imagen de una modelo. Las modelos que aparecen son famosas internacionalmente, y aunque dicha modelo puede posar en topless o con poca ropa, no siempre se aplica esa norma. En revistas, otras publicaciones de actualidad como Interviu cuentan en su portada con un desnudo parcial de una modelo, normalmente famosa por sus apariciones en televisión u otros medios.
En Chile el diario La Cuarta publicaba cada viernes desde 1985 hasta noviembre de 2017, en su sección La Cuarta Espectacular, una foto tamaño póster de una chica con escasa ropa o totalmente desnuda, a la que se llamó Bomba 4.